# Lagoa Rodrigo de Freitas
Koordinaten: 22° 58′ 16″ S, 43° 12′ 42″ W

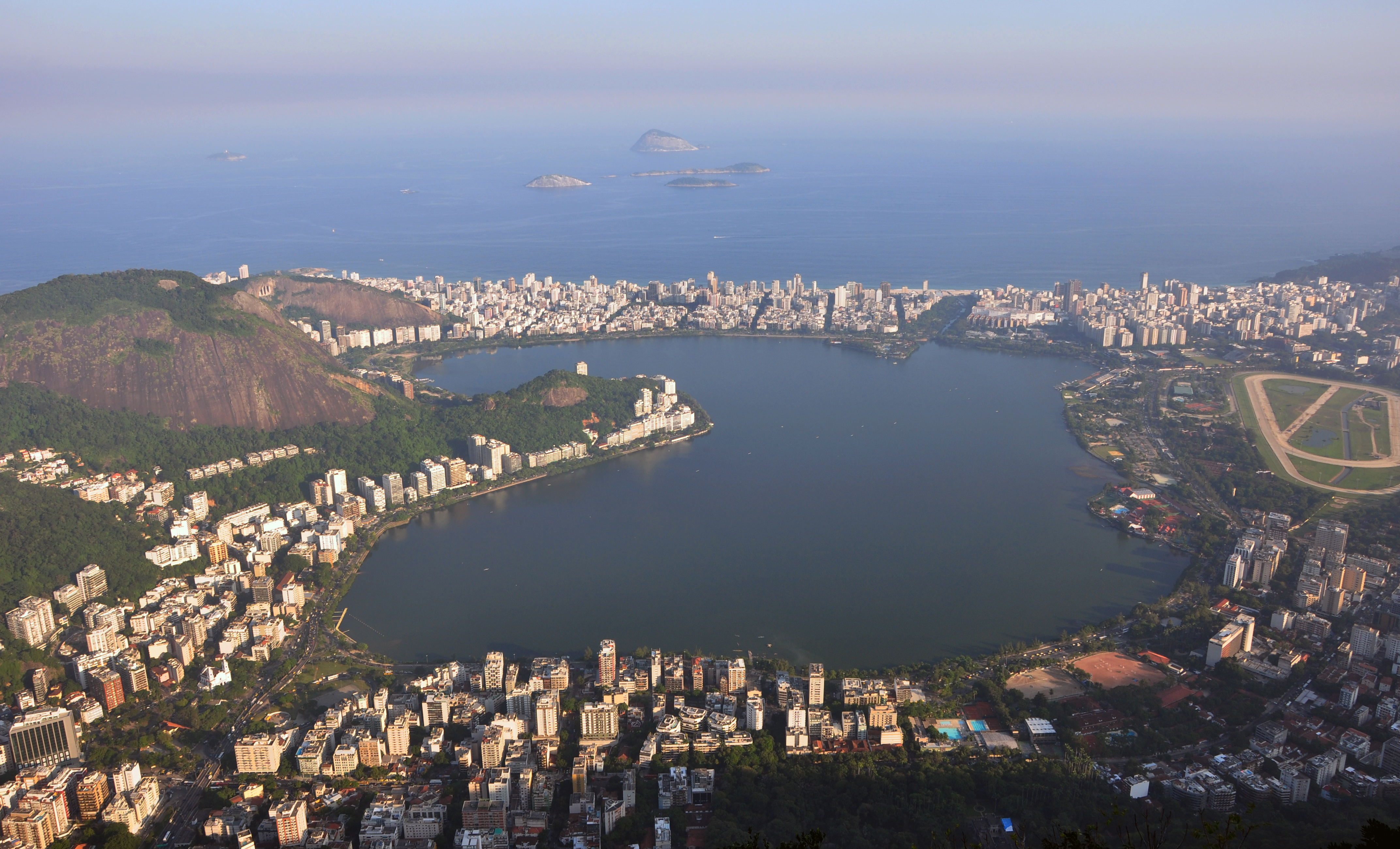
Blick auf die Lagune von der Statue Cristo Redentor

Lagoa Rodrigo de Freitas ist eine Lagune im Stadtteil Lagoa in der Zone Sul (Zone Süd) von Rio de Janeiro. 

## Geografie
Die Lagune wird durch kleinere Zuflüsse aus den nahe gelegenen Hügeln gespeist. Darüber hinaus ist die Lagune über einen Kanal mit dem Atlantik verbunden, so dass die Lagune mit Brackwasser gefüllt ist.
Die Lagune hat ungefähr eine Fläche von 2,4 km² und es gibt zwei Inseln:
- Ilha Poraquê am nordwestlichen Ufer.
- Ilha Caiçaras am südlichen Ufer in der Nähe des Abflusses zum Atlantik.

## Geschichte
Die Lagune ist nach einem portugiesischen Militär benannt, welcher Anfang des 18. Jahrhunderts durch Heirat in den Besitz eines großen Landguts im Umkreis der Lagune kam. Das Gut erstreckte sich unter anderem über die heutigen Stadtviertel Rio de Janeiros Copacabana, Ipanema, Leblon und Humaitá.

## Regattastrecke Lagoa-Stadion
Die Lagune wird als Wettkampfstätte für den Ruder- und Kanusport genutzt. Dazu steht eine Infrastruktur mit Albano-System, moderner Startanlage und Zielturm zur Verfügung. Im Zielbereich der Regattastrecke am Südufer können als sogenanntes Lagoa-Stadion temporäre Tribünen mit bis zu 14.000 Zuschauerplätzen aufgebaut werden.
Im Rahmen der Olympischen Sommerspiele 2016 wurden in der Lagune die Wettkämpfe im Rudern und im Kanurennsport ausgetragen. Ebenso fanden die Ruder- und Kanurennwettbewerbe der Paralympics 2016 in der Lagune statt. Dafür wurden die Anlagen, die für die Panamerikanischen Spiele 2007 errichtet wurden, erweitert und ausgebaut. Des Weiteren fanden in der Lagune weitere Wettbewerbe im Rudersport statt, so etwa die Junioren-Weltmeisterschaften 2015.